# Hetaerina laesa
Hetaerina laesa – gatunek ważki z rodziny świteziankowatych (Calopterygidae). Występuje na terenie Ameryki Południowej.